# Beauté (bande dessinée)
Pour les articles homonymes, voir Beauté.
Beauté est une série de bande dessinée française en trois tomes scénarisée par Hubert et dessinée par Kerascoët.

## Univers

### Synopsis
Il était une fois, il y a très longtemps, dans un monde médiéval, deux grands royaumes rivaux : le royaume du nord, rude, fruste et divisé entre plusieurs clans, et le royaume du sud, riche, civilisé et divisé entre de nombreux nobles.
Au début de l'histoire, le roi du royaume du sud, Maxence, épouse la sœur du « roi Sanglier », qui gouverne le royaume du nord. La nouvelle reine débarque au royaume du sud dans un petit village côtier, appartenant au chevalier Eudes.
Dans ce village vit une jeune fille, surnommée « Morue » par les habitants car elle est laide et a passé tant d'années à écailler des poissons que leur odeur l'imprègne. La jeune fille, continuellement humiliée par les villageois, rencontre un jour un crapaud près d'une mare alors qu'elle va ramasser du bois. Elle finit par verser une larme de compassion pour le crapaud dont elle comprend le sort, et rompt ainsi un vieux sortilège.
Le crapaud n'est autre que Mab, la sœur aînée de Mara, reine des Fées de ce monde. Mab, qui était la reine des Fées, avait été détrônée par sa sœur et les autres fées, car elle était mauvaise et jouait un grand nombre de mauvais tours qui avaient finis par éloigner les humains des Fées. Après l'avoir détrônée, les autres fées scellèrent ses pouvoirs et la transformèrent en crapaud, le sort ne pouvant être brisé que par une larme de compassion véritable.
Heureuse, Mab décide d'accorder un vœu à Morue. Celle-ci lui demande de la rendre belle, mais les pouvoirs de la fée ne peuvent pas agir sur les apparences, par contre elle peut agir sur les perceptions et elle lance son sort : à partir de cet instant, tous ceux qui verront Morue la verront avec une apparence représentant le summum de la beauté selon leurs critères.
Mais les malheurs ne tardent pas à arriver : la beauté de Morue rend fous tous les hommes de son village, qui la poursuivent pour l'enfermer alors que les femmes jalouses veulent la défigurer (ce qui ne marche pas). Enfin, la mère de Morue  meurt ; mais Morue est sauvée par Eudes, qui l'emmène avec lui à son château. Ils vivent ensemble pendant un temps, mais Morue, rebaptisée « Beauté » par Eudes, se sent négligée par Eudes et ce dernier part pour obtenir des richesses afin de combler sa bien-aimée.
La mère de Eudes, voulant se débarrasser de Beauté, fait faire un portrait d'elle pour inviter différents chevaliers à venir disputer un tournoi pour gagner la main de Beauté. Ce tournoi attire l'attention du roi Maxence et de sa sœur, la Princesse Claudine, une femme déjà âgée (elle a 18 ans) et toujours célibataire car elle n'est pas très belle pour une princesse, mais elle est extrêmement intelligente et joue un grand rôle dans la politique du royaume du sud. Elle se rend au château de Eudes et découvre Beauté, qui pourrait lui servir dans ses projets. En effet, l'ancienne princesse du nord, devenue l'épouse du roi Maxence, à qui elle a déjà donné un fils, se mêle trop des affaires du royaume et tend à l'affaiblir militairement. Claudine projette d'utiliser la faiblesse de son frère, les femmes, pour éloigner la sœur du roi Sanglier du pouvoir.
Finalement, les machinations de la princesse aboutissent : Maxence répudie sa femme, l'accusant d'infidélité et traitant son fils de bâtard, et le roi épouse Beauté qui devient la nouvelle reine. Mais le roi Sanglier est rendu furieux par le traitement infligé à sa sœur qui, désespérée, se laisse mourir. Quand l'ancienne reine meurt, le roi Sanglier déclare la guerre au royaume du sud et s'y rend à la tête de ses armées.

### Personnages
Morue qui deviendra Beauté, pauvre jeune fille vivant avec sa mère chez sa marraine dans le village appartenant au chevalier Eudes. Son bon cœur, lorsqu'elle voit un pauvre crapaud, lui fait verser une larme de compassion, qui défait le sort de Mab. Cette dernière accorde un vœu à sa libératrice, et lui donne le don de paraître parfaitement belle aux yeux de tous. Ce don, qui semble une bénédiction pour la pauvre fille laide et rabaissée par tout le village, deviendra rapidement la cause de grands malheurs pour la pauvre Beauté et pour son entourage.
Marine la fille de Morue et du roi Maxence, elle est d'abord bien laide comme sa mère à sa naissance, avant de devenir assez jolie en grandissant. Intelligente, elle aura un rôle important dans la dernière partie de l'histoire.
Pierre un ami de Morue, fils de la marraine de la jeune fille. unique personne qui appréciait Morue dans leur village, il semblait même amoureux d'elle. Lorsque Beauté, une fois reine, rend une visite à son village, il est le seul de ses anciennes connaissances qu'elle revoit, les autres ayant fui pour échapper au courroux de la reine car ils pensaient qu'elle revenait pour leur faire payer les rudesses qu'elle avait connût. Devenu valet personnel de la reine, il est la première victime du roi Maxence lorsque ce dernier commence à sombrer dans la folie.
Mab, sœur de Mara et ancienne reine des fées, elle fut détrônée par ses sujets car elle était cruelle et attisait las plus viles émotions chez les hommes, qui cessèrent de vénérer les fées. Privées des offrandes humaines, les fées piégèrent Mab et lui jetèrent un sort: elle fut transformée en crapaud, et son sort ne serait brisé que par une larme de compassion véritable. Délivrée par Beauté, elle lui jette un sort qui deviendra bientôt un fléau aussi bien pour la jeune fille que pour le royaume du sud et le royaume du nord. La fée, qui restera dans l'entourage de Beauté un temps, la quitte quand cette dernière l'accusa de tous ses malheurs.
Mara la reine des fées, sœur de Mab. Elle aida les autres fées à se débarrasser de Mab et devient à son tour la reine des fées.
Eudes, chevalier et seigneur du château et des terres du village de Morue. Lorsqu'il voit une première fois la jeune fille sous l'influence du sort de Mab, il devient fou amoureux de Morue, et lui donne le nom de Beauté. Fou amoureux de la jeune femme, il va jusqu'à violer des sépultures sacrées pour trouver de l'or afin de la contenter. En échange, il subit la malédiction des fées, et devient fou lorsqu'il perd Beauté au profit du roi Maxence. Il devient rapidement craint par tous les soldats du royaume du nord, massacrant tous les soldats qui s'approchent de ses terres. Après la chute du royaume du sud, il devient l'allié de la princesse Claudine et devient l'un des deux commandants de l'armée de résistance du Royaume du Sud face au royaume du Nord.
Claudine la sœur du Roi Maxence, très intelligente et ayant un fort caractère. Elle n'est pas belle, car son père avait maudit les fées à sa naissance car sa mère était morte en couches et les fées qui se penchèrent sur le berceau de la princesse ne lui firent pas don de la beauté, de fait elle n'apprécie guère les flatteurs et a une vision froide et cynique de la vie. Elle est l'un des membres les plus importants du gouvernement du Royaume du Sud. Irritée par sa première belle-sœur, la sœur du roi Sanglier, qui manipule Maxence pour affaiblir militairement le Sud, elle utilise Beauté lorsqu'elle la découvre pour en faire la nouvelle femme de son frère, pensant que cette jeune fille idiote arrangerait ses affaires... mais elle déchante rapidement en voyant que Beauté n'a rien arrangé, et en constatant que sa présence ne fait que plonger le royaume dans le chaos.
Le Roi Maxence, roi du Royaume du Sud, il épouse en premières noces la sœur du roi Sanglier, qui le manipule pour arranger la politique du Royaume du Nord. Lorsqu'il finit par rencontrer Beauté, grâce aux machinations de Claudine, il en devient follement amoureux et ne désire qu'elle. Il répudie sa femme et la renvoie au palais du roi Sanglier avec leur fils nouveau-né, qui sera baptisé Urkan et qui sera traité comme un bâtard. Après son mariage, il cède à tous les caprices de sa nouvelle reine, ce qui amène bientôt le Royaume du Sud dans des difficultés financières énormes, ce qui ne fait qu'aggraver les effets de la guerre contre le Royaume du Nord. Il devient aussi rapidement jaloux à cause de la beauté de sa femme, qui attire à elle tous les hommes importants du royaume. Il commence par torturer puis par tuer Pierre, l'ancien ami de Beauté qu'il pense être le vrai père de sa fille, la princesse Marine. Sombrant dans la folie, il élimine ensuite un à un les hommes de l'entourage de la reine et finit par tuer lui-même ses propres gardes avant d'être décapité par le roi Sanglier.
Le roi Sanglier, roi du Royaume du Nord. Souverain brutal et puissant, il impose son règne aux nobles de son royaume, les chefs des différents clans le composant, par la force et des démonstrations de sa puissance physique. Il envoie d'abord sa sœur pour qu'elle épouse le roi du Sud, Maxence, et pour qu'elle intrigue afin d'affaiblir le Sud militairement. Lorsque sa sœur est répudiée et revient dans le Nord avec son neveu, qui sera baptisé Urkan, il devient fou de rage. Après la mort de sa sœur, qui s'est laissée mourir, il prend la tête de ses armées et se dirige vers le Sud afin de se venger. Au cours de négociations de paix, il rencontrera la reine Beauté, et comme tous les hommes il deviendra fou d'elle, abandonnant ses idées de trêves et déployant toutes ses forces pour vaincre le Sud au point de ruiner son royaume.

## Publication

### Albums
1. Désirs exaucés, mai 2011  (ISBN 978-2-8001-5023-9)
2. La Reine indécise, mars 2012  (ISBN 978-2-8001-5163-2)
3. Simples mortels, mai 2013  (ISBN 978-2-8001-5426-8)

- Intégrale, septembre 2014  (ISBN 978-2-8001-5768-9)